# Женщины-убийцы
«Женщины-убийцы» (англ. Killer Women) — американский телесериал, созданный Ханной Шекспир и с Тришей Хелфер в главной роли. В центре сюжета находится Молли Паркер, единственная женщина — техасский рейнджер, которая обладает непревзойдённым чутьём в раскрытии преступлений, а параллельно заводит роман с сексуальным и опасным агентом ФБР Дэном Уинстоном (Марк Блукас). Сериал вышел на ABC в сезоне 2013—2014 годов, премьера состоялась 7 января 2014 года. Сериал присоединился к череде провальных проектов ABC в сезоне 2013—14 годов, привлекая на старте мизерные 0,9 в демографической категории 18-49, на 31 процент ниже снятой с эфира после двух эпизодов драмы «Счастливая семёрка», также выходившей в десятичасовом слоте вторника.

## Производство
В начале октября 2012 года ABC купил сценарий пилотного эпизода у Ханны Шекспир и Софии Вергары, который является адаптацией аргентинского сериала-антологии. 25 января 2013 года канал дал зелёный свет на съемки пилотного эпизода, а Лоуренс Триллинг был приглашен на место его режиссёра.
Кастинг на центральные роли начался в феврале 2013 года. 19 февраля было объявлено, что Триша Хелфер будет играть ведущую роль в пилоте. На следующей день Марк Блукас получил главную мужскую роль напротив Хелфер. Алекс Фернандес и Марта Миланс вскоре получили ещё две регулярные роли, а 8 марта было объявлено, что Майкл Трукко будет играть роль старшего брата героини Хелфер. Примечательно, что Хелфер и Трукко ранее снялись вместе в сериале «Звёздный крейсер „Галактика“».
10 мая 2013 года ABC дал пилоту зелёный свет и заказал съемки сериала для трансляции в сезоне 2013—14 годов.

## Актёры и персонажи
- Триша Хелфер — Молли Паркер
- Марк Блукас — Дэн Уинстон
- Майкл Трукко — Билли Паркер
- Марта Миланс — Ванесса «Несса» Эрнандес
- Алекс Фернандес — Лейтенант Луис Зиа
- Сиена Агудонг — Лулу Паркер
Приглашенные актёры
  - Надин Веласкес — Мартина Альварес
  - Бет Рисграф — Дженнифер Дженнингс
  - Мелора Хардин — Нэн Рид
  - Джеффри Нордлинг — Джейк Колтон
  - Аиша Хиндс — агент ФБР Линда Кларк